# Bantè
Bantè es una comuna beninesa perteneciente al departamento de Collines.
En 2013 tenía 107 181 habitantes, de los cuales 17 682 vivían en el arrondissement de Bantè.
Se ubica sobre la carretera RNIE3, unos 50 km al norte de Savalou. Su territorio es fronterizo con Togo.

## Subdivisiones
Comprende los siguientes arrondissements:
- Agoua
- Akpassi
- Atokoligbé
- Bantè
- Bobè
- Gouka
- Koko
- Lougba
- Pira